# Igor Łukanin
Igor Aleksandrowicz Łukanin, ros. Игорь Александрович Луканин, azer. İqor Aleksandr oğlu Lukanin (ur. 3 lutego 1976 w Swierdłowsku) – rosyjski łyżwiarz figurowy reprezentujący Azerbejdżan, startujący w parach tanecznych z Kristin Fraser. Dwukrotny uczestnik igrzysk olimpijskich (2002, 2006) oraz czterokrotny mistrz Azerbejdżanu. Po zakończeniu kariery amatorskiej w 2010 r. został trenerem łyżwiarstwa.
Łukanin był chorążym reprezentacji Azerbejdżanu na Zimowych Igrzyskach Olimpijskich 2006 w Turynie.

## Życie prywatne
W latach 2000–2005 jego pierwszą żoną była łyżwiarka figurowa Darja Timoszenko. 31 grudnia 2010 roku Łukanin poślubił swoją partnerkę sportową Kristin Fraser podczas ceremonii w Montclair w stanie New Jersey.

## Kariera
Łyżwiarstwo figurowe zaczął uprawiać w wieku pięciu lat. W pierwszych jego występach na międzynarodowej arenie reprezentował Niemcy – startował w zawodach par tanecznych z Kseniją Smietanienko. Od 1998 do 2000 roku reprezentował Azerbejdżan w parze z Jenny Dahlen, a następnie, w kwietniu 2000 roku jego partnerką została Kristin Fraser.
Wspólnie z Fraser dwukrotnie wystąpił w zimowych igrzyskach olimpijskich. W konkursach par tanecznych zajęli oni 17. miejsce na igrzyskach w Salt Lake City i 19. miejsce w Turynie.
Para Fraser-Łukanin wielokrotnie uczestniczyła w mistrzostwach świata i Europy. Najlepszy rezultat w mistrzostwach globu osiągnęła w 2008 roku w Göteborgu, zajmując 11. miejsce. W mistrzostwach kontynentu największym osiągnięciem tej pary było siódme miejsce w 2007 roku w Warszawie.
W 2001, 2002, 2003 i 2005 roku para Fraser-Łukanin zdobyła mistrzostwo Azerbejdżanu.
W 1996 i 1997 roku Łukanin wystąpił z Kseniją Smietanienko w mistrzostwach Niemiec. Para zajęła piąte miejsce w Berlinie i czwarte miejsce w Oberstdorfie.

## Osiągnięcia

### Z Kristin Fraser (Azerbejdżan)
| Zawody                        | 00–01          | 01–02          | 02–03          | 03–04          | 04–05          | 05–06          | 06–07          | 07–08          | 08–09          |                |                |                |                |                |                |                |                |
| Międzynarodowe                | Międzynarodowe | Międzynarodowe | Międzynarodowe | Międzynarodowe | Międzynarodowe | Międzynarodowe | Międzynarodowe | Międzynarodowe | Międzynarodowe | Międzynarodowe | Międzynarodowe | Międzynarodowe | Międzynarodowe | Międzynarodowe | Międzynarodowe | Międzynarodowe | Międzynarodowe |
| ----------------------------- | -------------- | -------------- | -------------- | -------------- | -------------- | -------------- | -------------- | -------------- | -------------- | -------------- | -------------- | -------------- | -------------- | -------------- | -------------- | -------------- | -------------- |
| Igrzyska olimpijskie          |                | 17             |                |                |                | 19             |                |                |                |                |                |                |                |                |                |                |                |
| Mistrzostwa świata            | 19             | 15             | 13             | 16             | 13             | 14             | 16             | 11             | 18             |                |                |                |                |                |                |                |                |
| Mistrzostwa Europy            | 16             | 14             | 10             |                | 9              | 9              | 7              | 10             | 9              |                |                |                |                |                |                |                |                |
| GP Cup of China               |                |                |                |                | 5              | 4              |                |                |                |                |                |                |                |                |                |                |                |
| GP NHK Trophy                 |                |                |                |                |                |                |                | 5              |                |                |                |                |                |                |                |                |                |
| GP Cup of Russia              |                |                |                |                |                |                | 7              |                |                |                |                |                |                |                |                |                |                |
| GP Skate America              |                |                | 6              |                |                |                |                | 5              |                |                |                |                |                |                |                |                |                |
| GP Skate Canada International |                |                | 7              | 7              |                | 4              |                |                |                |                |                |                |                |                |                |                |                |
| GP Trophée Eric Bompard       |                |                |                | 7              | 6              |                |                |                | 6              |                |                |                |                |                |                |                |                |
| Nebelhorn Trophy              | 5              | 4              | 4              |                |                |                |                |                |                |                |                |                |                |                |                |                |                |
| Golden Spin of Zagreb         | 2              | 5              |                |                |                |                | 1              |                |                |                |                |                |                |                |                |                |                |
| Memoriał Karla Schäfera       |                |                |                |                |                | 2              |                |                |                |                |                |                |                |                |                |                |                |
| Krajowe                       |                |                |                |                |                |                |                |                |                |                |                |                |                |                |                |                |                |
| Mistrzostwa Azerbejdżanu      | 1              | 1              | 1              |                | 1              |                |                |                |                |                |                |                |                |                |                |                |                |

### Z Jenny Dahlen (Azerbejdżan)
| Mistrzostwa świata      |    | 30 |
| Mistrzostwa Europy      | 22 |    |
| Nebelhorn Trophy        |    | 6  |
| Memoriał Karla Schäfera |    | WD |
| Skate Israel            | 4  |    |

### Z Ksieniją Smietanienko (Niemcy)
| Mistrzostwa Niemiec | 5 | 4 |